# ジャム・バンド
ジャム・バンド（jam band）とは、1960年代に結成されたグレイトフル・デッドやオールマン・ブラザーズ・バンドなどに起源を持ち、1990年代のフィッシュやその他のバンドにまで受け継がれた、即興演奏をするロック・グループをさす言葉である。

## 歴史
これらのバンドのパフォーマンスはたいてい、リズミカルなグルーヴと和音進行に乗せて演奏される長い即興演奏（ジャム）と、さまざまな音楽ジャンルの混交を特色とする。ディーン・ブドニックは1998年に『Jam Bands: North America's Hottest Live Groups Plus How to Tape and Trade Their Shows』という著書を発表した。21世紀に活躍中のジャム・バンドとしては、デレク・トラックス・バンド、テデスキ・トラックス・バンド、フィッシュ、ギャラクティック、ソウライヴ、ガヴァメント・ミュール、レフトオーバー・サーモンなどがいる。
独創性に富んだ音楽グループ、グレイトフル・デッドは、はじめはサイケデリック・ロックに分類された。しかし1990年代から「ジャム・バンド」という言葉が、ファンクやプログレッシブ・ブルーグラス、クロスオーバーなどのようにジャンル的に多様性を持つようになった。ジャム・バンドの語はブルースやカントリー・ミュージック、フォーク、ルーツ・ミュージック、ワールドミュージックなどを演奏するグループにも使われる。
グレイトフル・デッドの手法を受け継ぎ、「ライブの自由な録音」と「録音の非営利目的での利用」（周囲に配布したり、インターネットにアップロードする行為）を許可しているバンドも多い。バンド側も公式海賊版をリリースする傾向もあり、インターネット配信によって低コストで全公演を発売するバンドもある。

## 主なジャム・バンド
- グレイトフル・デッド
- フィッシュ